# 2242 Балатон
2242 Балатон (2242 Balaton) — астероїд головного поясу, відкритий 13 жовтня 1936 року.
Тіссеранів параметр щодо Юпітера — 3,649.